# Naberejne, Semenivka
Naberejne (în ucraineană Набережне) este un sat în comuna Karpovîci din raionul Semenivka, regiunea Cernihiv, Ucraina.

## Demografie
Componența lingvistică a localității Naberejne
     Rusă (100%)
Conform recensământului din 2001, toată populația localității Naberejne era vorbitoare de rusă (100%).